# Manicoré
Manicoré is een gemeente in de Braziliaanse deelstaat Amazonas. De gemeente telt 46.773 inwoners (schatting 2009).
De gemeente grenst aan Humaitá, Novo Aripuanã, Borba, Tapauá, Beruri en aan Mato Grosso.